# Claus Hinrich Witten
Claus Hinrich Witten (* 23. Juni 1811 in Schmalenbeck; † 2. Februar 1877 ebenda) war ein deutscher Landwirt und Vogt in Schmalenbeck.

## Leben
Witten übernahm 1841 von seinem Vater das Mühlengrundstück in Schmalenbeck. Den Betrieb der Wassermühle stellte er in den 1840er Jahren ein und riss das Mühlengebäude ab. Bei einem Feuer 1869 brannte die Windmühle ab und wurde nicht wieder errichtet. Witten war landwirtschaftlich tätig und betrieb eine Gastwirtschaft.
Von 1856 bis 1872 war Witten Vogt in Schmalenbeck und zudem von 1864 bis 1868 Schätzungsbürger für das Landgebiet.
Witten gehörte von 1859 bis 1862 der Hamburgischen Bürgerschaft als Abgeordneter an.